# Asterina pancerii
Asterina pancerii är en sjöstjärneart som först beskrevs av Gasco 1870.  Asterina pancerii ingår i släktet Asterina och familjen Asterinidae. Inga underarter finns listade i Catalogue of Life.